# Hugo II de Maine
Hugo II (h. 920/5 - 992) fue conde de Maine en el siglo X, de la familia de los hugónidas. Era hijo de Hugo I, conde de Maine, y probablemente de una hija de Gauzlin II, conde de Maine.
Se convirtió en conde de Maine a la muerte de su padre, sobrevenida entre 939 y 955 y fue, como su padre, uno de los primeros vasallos de su tío Hugo el Grande. Este último murió en 956, dejando un hijo menor, el futuro Hugo Capeto, y Hugo II aprovechó para emanciparse de esa soberanía, como Fulco el Bueno, conde de Anjou, y de Teobaldo el Tramposo, conde de Blois.
Después de eso, se alió con el hijo de Teobaldo, Eudes I, en una coalición contra el capeto. Sigefroy, obispo de Le Mans, fiel a Hugo Capeto debió huir de la villa y refugiarse junto al conde de Vendôme Bucardo I el Venerable a quien le dio los dominios que formaron el Bas-Vendômois. Aún vivía alrededor del año 980, murió antes de 992.
Se sabe que participó, junto a Alano II de Bretaña y Juhel Bérenger, conde de Rennes en la batalla de Trans frente a los vikingos, hacia el 1 de agosto del 939, en las proximidades de la localidad de Trans-la-Forêt, que finalizó con una victoria bretona que puso fin a la ocupación de suelo bretón por los normandos.
No se conoce quién era su esposa. El nombre de su tercer hijo indica un parentesco probable de esta esposa con la casa de Vermandois. Tuvieron como hijos:
- Hugo III (° ~960 - † 1014), conde de Maine
- Fulcoin de Maine (° ~967 - † >992)
- Herberto « Baco » de Maine (° ? - † > 1.º de abril de 1046), tutor (regente) de su sobrino-nieto Hugo IV de Maine luego despuesto y relegado en un monasterio.[4]
- Varias hijas,[5] entre ellas quizás Mélisenda de Maine, esposa de Judicaël de Nantes, conde de Nantes